# Ielyzaveta Iakhno
Ielyzaveta Serhiïvna Iakhno (ukrainien : Єлизавета Сергіївна Яхно, née le 4 juin 1998 à Donetsk) est une nageuse ukrainienne de natation synchronisée . 

## Carrière
Elle est médaillée de bronze en duo avec Iana Narijna, en équipe et en combinaison libre aux Jeux européens de 2015.
Elle remporte la médaille de bronze en duo libre et en duo technique avec Anna Voloshyna aux championnats du monde de natation 2017.
En juin 2018, Ielyzaveta Iakhno remporte les deux médailles d'or en solo technique et libre aux FINA Artistic Swimming World Series  à Los Angeles.
Aux Championnats d'Europe de natation 2020 à Budapest, elle est médaillée d'or par équipes en programme libre, en combiné et en highlight et médaillée d'argent par équipes en programme technique.